# Акт о преступлениях против личности (1828)
Акт о преступлениях против личности, 1828 (англ. Offences against the Person Act 1828) — акт объединённого парламента Соединённого королевства Великобритании и Ирландии, принятый в 1828 году. В законе были объединены различные положения, касающиеся преступлений против личности, которые были вынесены в единый документ из ряда предыдущих законов с целью упрощения законодательства. Кроме прочего, данный акт отменял раздел XXVI Великой хартии вольностей, что стало первым случаем отмены части Хартии.
Положения принятого в 1828 году акта о преступлениях против личности касаются лишь Англии и Уэльса. В Ирландии аналогичный правовой акт был принят годом спустя.
В 1861 году акт был отменён и заменён на одноимённый Акт о преступлениях против личности 1861 года.